# Stora Lappö
Stora Lappö är en ö i Finland. Den ligger i Skärgårdshavet och i kommunen Raseborg i den ekonomiska regionen  Raseborg i landskapet Nyland, i den sydvästra delen av landet. Ön ligger omkring 110 kilometer väster om Helsingfors.
Öns area är 19,5 hektar och dess största längd är 0,8 kilometer i sydöst-nordvästlig riktning. Ön höjer sig omkring 30 meter över havsytan. I omgivningarna runt Stora Lappö växer i huvudsak barrskog.